# NGC 7221
NGC 7221 is een balkspiraalstelsel in het sterrenbeeld Zuidervis. Het hemelobject werd op 27 september 1834 ontdekt door de Britse astronoom John Herschel.

## Synoniemen
- ESO 467-18
- MCG -5-52-43
- AM 2208-304
- IRAS 22083-3048
- PGC 68235